# Marinha Grande
Marinha Grande là một huyện thuộc tỉnh Leiria, Bồ Đào Nha. Huyện này có diện tích 177 km², dân số thời điểm năm 2001 là 35571 người.